# Вулька-Кремпська
Вулька-Кремпська (пол. Wólka Krępska) — село в Польщі, у гміні Ліпсько Ліпського повіту Мазовецького воєводства.
У 1975-1998 роках село належало до Радомського воєводства.